# Golva
Golva é uma cidade localizada no estado norte-americano de Dacota do Norte, no Condado de Golden Valley.

## Demografia
Segundo o censo norte-americano de 2000, a sua população era de 106 habitantes.
Em 2006, foi estimada uma população de 93, um decréscimo de 13 (-12.3%).

## Geografia
De acordo com o United States Census Bureau tem uma área de
0,9 km², dos quais 0,9 km² cobertos por terra e 0,0 km² cobertos por água. Golva localiza-se a aproximadamente 863 m acima do nível do mar.

## Localidades na vizinhança
O diagrama seguinte representa as localidades num raio de 40 km ao redor de Golva.